# Med (kemija)
Médi (pogovorno mesing) so zlitine bakra in cinka, v katerih je običajno nad 65 % bakra. Včasih se kot sopomenka za medi uporablja tudi izraz medenina, vendar se slednji izraz pogosteje rabi za predmete, izdelane iz medi. Medi imenujemo tako, da najprej navedemo baker z odstotkom zastopanosti. Za medi z več kot 80 % Cu uporabljamo tudi izraz tombak.
Zlitina je rumenkaste barve, podobne zlatu. Lastnosti medi so močno odvisne od deleža obeh kovin v zlitini. Večji je delež cinka, nižje je tališče (okoli 900-1045 °C), manjša se električna prevodnost, zmanjšuje se zmožnost preoblikovanja.
Medi uporabljamo za grla žarnic, vijake, kovice, tulce za naboje, vodovodne pipe in ventile ter za izdelavo okrasnih predmetov. 

## Lastnosti
- Tališče: z naraščanjem vsebnosti cinka pada - 925-900 °C
- Gostota: okoli 8,4 g/cm³ CuZn37
- električna prevodnost: okoli 15 MS/m,
 z naraščajočo vsebnostjo cinka se prevodnost močno zniža (pri 10 % Zn za 60 %, pri 40 % Zn pa za 75 %)
- Prožnostni modul: 78.000 do 123.000 N/mm²
- Natezna trdnost: 310 do 460 N/mm²
- Meja tečenja: 120 do 421 N/mm²
- hitrost zvoka : 3530 m/s (pri 18 °C)
- se ne da namagnetiti
- specifična toplotna kapaciteta : odvisna od zlitine okoli 377 J/(kg·K)

Glede na vsebnost legirnih elementov se barva spreminja od zlatooranžne, rdeče do zlatorumene in je na zunaj zelo podobna zlatu.
Medi so nekoliko trše od čistega bakra, vendar ne tako trde kot broni. Talina se ne navzame toliko plinov kot čisti baker in se zato lepo lije brez plinske poroznosti. 
Medi se ne dajo toplotno utrjevati, zato potrebno trdnost dosežemo z mehanskim preoblikovanjem v hladnem in ustrezno zlitino.